# 大觥吉男
大觥 吉男（たいこう よしお、1953年10月30日 - ）は、青森県青森市出身で二子山部屋に所属した元大相撲力士。本名は横山 吉男（よこやま よしお）。最高位は西前頭8枚目（1978年7月場所）。現役時代の体格は174cm、133kg。得意手は左四つ、寄り。

## 来歴
建築業の家庭に、8人兄弟の末っ子として生まれた。もともと本人は力士になる気がなかったが、長兄は青森県下のアマチュア相撲の強豪で東奥日報杯の一般の部でも優勝しており、この長兄が熱心に角界入りを勧めた。最終的には両親の反対も押し切って、中学校在学中に二子山部屋へ入門した。
初土俵は、1968年11月場所。初土俵の同期生には、後の小結・青葉山と前頭・影虎がいる。
入門前に相撲経験が全く無かったため、相撲部屋の雰囲気や稽古に慣れるまで、苦労したという。
1969年1月場所にて、「津軽岳」の四股名で序ノ口に付き、同年7月場所より「大觥」に改名。その後は、本名の「横山」を名乗った時期もあったが、幕下上位に定着してからは「大觥」に四股名を戻した。
ほどなく、1975年7月場所で十両へ昇進。2場所で幕下に下がるも、上位で粘り2年後に再十両昇進を果たした。1978年3月場所では11勝4敗と大勝ちして十両優勝を遂げ、翌5月場所で新入幕。しかし僅か3場所で十両に逆戻りし、その後は1場所だけ幕内に上がったのみで、十両に居座ってしまった。
ずんぐりとした体つきで、低い重心を利して、左を差して一気に出る威力は強かった。時には無双を切ったり、捻り技なども見せた。師匠・二子山（元横綱・若乃花）の指導のもと、立合いの強い当たりからハズ押しのあと四つに組むよう努めたが、幕内では通用せずに終わった。
1980年1月場所で2度目の十両優勝を果たすも、幕内返り咲きは成らず、同年11月場所で幕下に陥落。そして同場所では7戦全敗を喫し、場所後、27歳という若さで廃業した。
廃業後は、郷里で相撲料理店「相撲茶屋 大觥」を経営したが、現在は閉店している。

## エピソード
- 「大觥」の四股名は、長兄が経営していた東京都内の建設会社、「大觥建設」に因んだ。
- ニックネームは、“ノック”。本名が「横山」なので、横山ノック（タレント、当時は参議院議員）から連想した。
- 後の横綱・千代の富士とは、平幕時代に2度対戦（1978年5月場所9日目・同年9月場所13日目）しているが、いずれも敗れている（ただし十両の取組では、1977年7月場所に於いて、9日目に白星を挙げている）。
- 自身の新入幕であった1978年5月場所後に、同じ二子山部屋で同郷の2代若乃花が横綱へ昇進。以後、幕内在位中は、全ての場所で露払いを務めている（太刀持ちは、いずれも隆の里が務めた）。
- 地味な性格で無口だったため、報道陣は取材に苦労したという。

## 主な戦績
- 幕内在位：4場所
- 幕内成績：24勝36敗  勝率.400
- 現役在位：72場所
- 通算成績：350勝326敗4休  勝率.518
- 各段優勝
  - 十両優勝：2回（1978年3月場所・1980年1月場所）

### 場所別成績
| | 一月場所 初場所（東京） | 三月場所 春場所（大阪） | 五月場所 夏場所（東京） | 七月場所 名古屋場所（愛知） | 九月場所 秋場所（東京） | 十一月場所 九州場所（福岡） |
| --- | ----------------------- | ----------------------- | ----------------------- | --------------------------- | ----------------------- | --------------------------- |
| 1968年 （昭和43年） | x                       | x                       | x                       | x                           | x                       | （前相撲）                  |
| 1969年 （昭和44年） | 東序ノ口9枚目 3–4       | 西序二段78枚目 4–3      | 東序二段52枚目 4–3      | 西序二段30枚目 3–4          | 西序二段39枚目 6–1      | 西三段目90枚目 3–4          |
| 1970年 （昭和45年） | 西序二段3枚目 4–3       | 東三段目84枚目 5–2      | 西三段目58枚目 4–3      | 西三段目35枚目 5–2          | 東三段目16枚目 5–2      | 西幕下54枚目 2–5            |
| 1971年 （昭和46年） | 東三段目11枚目 5–2      | 東幕下53枚目 3–4        | 西三段目2枚目 4–3       | 西幕下54枚目 3–4            | 西三段目7枚目 5–2       | 西幕下42枚目 4–3            |
| 1972年 （昭和47年） | 西幕下37枚目 4–3        | 西幕下31枚目 3–4        | 西幕下37枚目 5–2        | 東幕下22枚目 3–4            | 東幕下30枚目 2–5        | 東幕下48枚目 5–2            |
| 1973年 （昭和48年） | 西幕下28枚目 4–3        | 西幕下24枚目 5–2        | 東幕下12枚目 3–4        | 西幕下16枚目 4–3            | 東幕下12枚目 3–4        | 西幕下17枚目 2–5            |
| 1974年 （昭和49年） | 東幕下37枚目 3–4        | 東幕下44枚目 5–2        | 東幕下25枚目 2–5        | 東幕下39枚目 6–1            | 西幕下14枚目 4–2–1      | 西幕下11枚目 5–2            |
| 1975年 （昭和50年） | 東幕下7枚目 5–2         | 西幕下3枚目 4–3         | 東幕下2枚目 4–3         | 西十両13枚目 10–5           | 西十両7枚目 1–14        | 東幕下8枚目 5–2             |
| 1976年 （昭和51年） | 東幕下4枚目 2–5         | 西幕下14枚目 5–2        | 東幕下4枚目 3–4         | 西幕下8枚目 4–3             | 東幕下6枚目 3–4         | 西幕下11枚目 4–3            |
| 1977年 （昭和52年） | 東幕下8枚目 3–4         | 東幕下14枚目 5–2        | 東幕下7枚目 6–1         | 西十両12枚目 8–7            | 西十両11枚目 8–7        | 東十両9枚目 8–7             |
| 1978年 （昭和53年） | 西十両7枚目 9–6         | 東十両2枚目 優勝 11–4   | 西前頭11枚目 8–7        | 西前頭8枚目 6–9             | 西前頭11枚目 4–11       | 西十両8枚目 8–7             |
| 1979年 （昭和54年） | 東十両6枚目 8–7         | 西十両3枚目 9–6         | 東前頭13枚目 6–9        | 西十両2枚目 8–7             | 東十両筆頭 6–9          | 西十両5枚目 6–9             |
| 1980年 （昭和55年） | 東十両10枚目 優勝 11–4  | 西十両3枚目 8–7         | 西十両筆頭 7–8          | 東十両3枚目 4–11            | 東十両12枚目 3–9–3      | 西幕下11枚目 引退 0–7–0     |
| 各欄の数字は、「勝ち-負け-休場」を示す。 優勝 引退 休場 十両 幕下 三賞：敢=敢闘賞、殊=殊勲賞、技=技能賞 その他：★=金星 番付階級：幕内 - 十両 - 幕下 - 三段目 - 序二段 - 序ノ口 幕内序列：横綱 - 大関 - 関脇 - 小結 - 前頭（「#数字」は各位内の序列） |                         |                         |                         |                             |                         |                             |

### 幕内対戦成績
| 力士名   | 勝数 | 負数 | 力士名 | 勝数 | 負数 | 力士名 | 勝数 | 負数 | 力士名     | 勝数 | 負数 |
| -------- | ---- | ---- | ------ | ---- | ---- | ------ | ---- | ---- | ---------- | ---- | ---- |
| 青葉城   | 3    | 0    | 青葉山 | 0    | 1    | 朝汐   | 0    | 1    | 天ノ山     | 1    | 1    |
| 荒勢     | 0    | 1    | 大潮   | 1    | 1    | 巨砲   | 0    | 1    | 大錦       | 1    | 0    |
| 魁輝     | 0    | 1    | 影虎   | 0    | 1    | 北瀬海 | 2    | 0    | 麒麟児     | 0    | 1    |
| 黒瀬川   | 0    | 2    | 黒姫山 | 1    | 1    | 琴風   | 0    | 1    | 琴若       | 1    | 0    |
| 蔵玉錦   | 0    | 1    | 谷嵐   | 1    | 0    | 玉輝山 | 0    | 2    | 千代の富士 | 0    | 2    |
| 出羽の花 | 1    | 2    | 栃赤城 | 1    | 2    | 金城   | 1    | 2    | 播竜山     | 2    | 0    |
| 富士櫻   | 0    | 2    | 双津竜 | 1    | 2    | 舛田山 | 1    | 2    | 三杉磯     | 1    | 2    |
| 豊山     | 3    | 0    | 鷲羽山 | 1    | 1    |        |      |      |            |      |      |

## 改名歴
- 津軽岳 吉男（つがるだけ よしお、1969年1月場所-同年5月場所）
- 大觥 吉男（たいこう -、1969年7月場所-1974年1月場所・1975年1月場所-1980年11月場所）
- 横山 吉男（よこやま -、1974年3月場所-同年11月場所）